# Ichimichi Mao
Ichimichi Mao (市道 真央 (Thị-Đạo Chân-Ương)) là một nữ diễn viên, seiyu (dưới nghệ danh M·A·O) và thần tượng áo tắm Nhật Bản. Được biết đến với vai diễn Luka Millfy/Gokai Yellow trong series Kaizoku Sentai Gokaiger. Cô hiện đang hợp tác với Yellow Cab Next.

## Tiểu sử
Ichimichi Mao ra mắt lần đầu dưới nghệ danh Minami Rio (南梨央) vào tháng 10 năm 2006 như một thành viên thế hệ thứ bảy của nhóm nhạc thần tượng "HOP Club" thuộc HoriPro Osaka. Năm 2007, cô xuất hiện trong chương trình tạp kỹ Enter! 371. Sau khi phát hành DVD thần tượng Ike Ike Go! Go! HOP Club trong năm 2010, cô chia tay với HoriPro Osaka. Chuyển đến Tokyo để khởi động lại sự nghiệp của mình, cô từ bỏ nghệ danh của mình và ký kết với Yellow Cab Next. Ichimichi trở thành đồng chủ nhà trong chương trình tạp kĩ Sakiyomi Jan Bang! của Weekly Shōnen Jump.
Trong năm 2011, Ichimichi nhận vai Luka Millfy / Gokai Yellow trong loạt phim Super Sentai Kaizoku Sentai Gokaiger. Vào tháng 6 năm đó, cô phát hành DVD thần tượng solo đầu tiên của cô là A Distant Shore với một cuốn sách ảnh đi kèm cùng tên. Sau đó, cô quảng bá video thần tượng thứ hai của mình Apartment và cuốn sách ảnh Afternoon Tea vào tháng 12.

## Đóng phim

### Đóng phim Live-action

#### Truyền hình
| Năm     | Seri                    | Vai trò                       | Lưu ý        | Nguồn |
| ------- | ----------------------- | ----------------------------- | ------------ | ----- |
| 2010–14 | Sakiyomi Jan Bang!      | Informational Corner segments | Variety show |       |
| 2011–12 | Kaizoku Sentai Gokaiger | Luka Millfy / Gokai Yellow    |              |       |
| 2017–18 | Uchu Sentai Kyuranger   | Raptor 283 / Washi Pink       | Voice Role   | [ 3 ] |

#### Phim
| Năm  | Seri                                                             | Vai trò                  | Lưu ý | Nguồn       |
| ---- | ---------------------------------------------------------------- | ------------------------ | ----- | ----------- |
| 2011 | Tensou Sentai Goseiger vs. Shinkenger: Epic on Ginmaku           | Gokai Yellow             | Cameo |             |
| 2011 | Gokaiger Goseiger Super Sentai 199 Hero Great Battle             | Luka Millfy/Gokai Yellow |       |             |
| 2011 | Kaizoku Sentai Gokaiger the Movie: The Flying Ghost Ship         | Luka Millfy/Gokai Yellow |       |             |
| 2012 | Kaizoku Sentai Gokaiger vs. Space Sheriff Gavan: The Movie       | Luka Millfy/Gokai Yellow |       |             |
| 2012 | Kamen Rider × Super Sentai: Super Hero Taisen                    | Luka Millfy/Gokai Yellow |       |             |
| 2013 | Tokumei Sentai Go-Busters vs. Kaizoku Sentai Gokaiger: The Movie | Luka Millfy/Gokai Yellow |       |             |
| 2013 | 009-1: The End of the Beginning                                  | Sharon                   |       | [ 4 ]       |
| 2014 | Gothic Lolita Battle Bear                                        | Kyoko Aikawa             |       | [ 5 ]       |
| 2014 | Ressha Sentai ToQger the Movie: Galaxy Line S.O.S.               | Passko (voice)           | Cameo | [ 6 ] [ 7 ] |
| 2017 | Kamen Rider × Super Sentai: Ultra Super Hero Taisen              | Raptor 283 / Washi Pink  |       |             |

#### Video thần tượng
| Năm     | Seri            | Vai trò  | Ghi chú                           | Nguồn       |
| ------- | --------------- | -------- | --------------------------------- | ----------- |
| 2006–10 | Video Hop Club  | Chính cô |                                   | [ 8 ] [ 9 ] |
| 2011    | A Distant Shore | Chính cô | Video thần tượng độc tấu đầu tiên | [ 10 ]      |
| 2011    | Apartment       | Chính cô |                                   | [ 11 ]      |

### Lồng tiếng phim

#### Anime
| Năm     | Seri                                                                 | Vai trò                                 | Notes                        | Source               |
| ------- | -------------------------------------------------------------------- | --------------------------------------- | ---------------------------- | -------------------- |
| 2009    | Cooking Idol Ai! Mai! Main! ja:クッキンアイドル アイ！マイ！まいん！ | Kirakira                                | part anime, part live-action | [ 12 ]               |
| 2013    | DD Fist of the North Star                                            | Lin                                     |                              | [ 12 ]               |
| 2013    | Chronicles of the Going Home Club                                    | Azarashi                                |                              | [ 12 ]               |
| 2013    | Teekyu 2                                                             | Kindergartener, Clerk                   |                              | [ 12 ]               |
| 2013    | Silver Spoon                                                         | Ikeda                                   |                              | [ 12 ]               |
| 2013    | Wanna Be the Strongest in the World                                  | MC                                      |                              | [ 12 ]               |
| 2013    | Samurai Flamenco                                                     | Mizuki Misawa                           |                              | [ 12 ] [ 13 ]        |
| 2014    | Noragami                                                             | Yui Ayumu                               |                              | [ 12 ]               |
| 2014    | Z/X Ignition                                                         | Fierte                                  |                              | [ 12 ]               |
| 2014    | Magical Warfare                                                      | Ena Kisaki                              |                              | [ 12 ]               |
| 2014    | World Conquest Zvezda Plot                                           | Renge Komadori                          |                              | [ 12 ] [ 14 ]        |
| 2014    | Inari, Konkon, Koi Iroha                                             | Imadegawa, Schoolgirl                   |                              | [ 12 ]               |
| 2014    | Brynhildr in the Darkness                                            | Kazumi Schlierenzauer                   |                              | [ 12 ] [ 15 ]        |
| 2014    | Locodol                                                              | Tomoko Usami                            |                              | [ 12 ]               |
| 2014    | Sword Art Online II                                                  | Girl, Girl student                      |                              | [ 12 ]               |
| 2014    | Magic Kaito 1412                                                     | Aoko Nakamori                           |                              | [ 12 ] [ 16 ]        |
| 2014    | Ai Tenchi Muyo!                                                      | Nana Saruha                             |                              | [ 12 ]               |
| 2014    | Hi-sCoool! SeHa Girls                                                | Dreamcast                               |                              | [ 12 ] [ 17 ] [ 18 ] |
| 2014    | Gonna be the Twin-Tail!!                                             | Mikoto Sakuragawa                       |                              | [ 12 ] [ 19 ] [ 20 ] |
| 2015    | Death Parade                                                         | Mai Takada                              |                              | [ 12 ]               |
| 2015–16 | Durarara!!x2 series                                                  | Vorona                                  |                              | [ 12 ] [ 21 ] [ 22 ] |
| 2015    | World Break: Aria of Curse for a Holy Swordsman                      | Kyoko Takanashi 高梨恭子                |                              | [ 12 ]               |
| 2015    | Isuca                                                                | Suseri Shimazu                          |                              | [ 12 ] [ 23 ]        |
| 2015    | Re-Kan!                                                              | Kyōko Esumi                             |                              | [ 12 ] [ 24 ]        |
| 2015    | Ultimate Otaku Teacher                                               | Madoka Kuramachi                        |                              | [ 12 ] [ 19 ] [ 25 ] |
| 2015    | Triage X                                                             | Yoko Omine 小峯蓉子                     |                              | [ 12 ]               |
| 2015    | Chaos Dragon: Sekiryū Sen'eki                                        | Izun イズン                             |                              | [ 12 ]               |
| 2015    | Rampo Kitan: Game of Laplace                                         | Higashi Koji Chiyako ヒガシコウジチヨコ |                              | [ 12 ]               |
| 2015    | Castle Town Dandelion                                                | White ginkgo 白銀杏                     |                              | [ 12 ]               |
| 2015    | Wakaba Girl                                                          | Mao Kurokawa                            |                              | [ 12 ]               |
| 2015    | Santa Claus ja:暗闇三太                                              | Kazuyuki Kanegawa 鹿羽一之助            |                              | [ 12 ]               |
| 2015    | Jitsu wa Watashi wa                                                  | Akane Kōmoto                            |                              | [ 12 ] [ 19 ] [ 26 ] |
| 2015    | Overlord                                                             | Enri Emmot                              |                              | [ 12 ]               |
| 2015    | School-Live!                                                         | Yūri Wakasa                             |                              | [ 12 ] [ 27 ]        |
| 2015    | Venus Project Climax                                                 | Boss Sho 下司麗                         |                              | [ 12 ]               |
| 2015    | The Idolmaster Cinderella Girls 2nd Season                           | Fumika Sagisawa                         |                              | [ 12 ]               |
| 2015    | Diabolik Lovers: More Blood                                          | Christina クリスティーナ                |                              | [ 12 ]               |
| 2015    | Lance N' Masques                                                     | Ryu Yuifa                               |                              | [ 12 ] [ 28 ] [ 29 ] |
| 2015    | Young Black Jack                                                     | fan ファン                              |                              | [ 12 ]               |
| 2015    | Chivalry of a Failed Knight                                          | Renren Tomaru                           |                              | [ 12 ] [ 30 ]        |
| 2015–16 | The Asterisk War series                                              | Mihigahara rice 美ヶ原よすが            | 2 seasons                    | [ 12 ]               |
| 2015    | Onsen Yōsei Hakone-chan                                              | Haruna                                  |                              | [ 12 ]               |
| 2015    | Rainy Cocoa                                                          | Madam マダム                            |                              | [ 12 ]               |
| 2015    | Aria the Scarlet Ammo AA                                             | Raika Hino                              |                              | [ 12 ] [ 31 ]        |
| 2015    | DD Fist of the North Star 2                                          | Lin                                     |                              | [ 12 ]               |
| 2015    | Dance with Devils                                                    | Schoolgirl                              |                              | [ 12 ]               |
| 2015    | Is the Order a Rabbit?                                               | A customer 客                           |                              | [ 12 ]               |
| 2016    | Phantasy Star Online 2: The Animation                                | Aika Suzuki                             |                              | [ 12 ]               |
| 2016    | Rainbow Days                                                         | Mori Rina 森リナ                        |                              | [ 12 ]               |
| 2016    | Undefeated Bahamut Chronicle                                         | Sonia Remist サニア・レミスト           |                              | [ 12 ]               |
| 2015    | Digimon Adventure tri.                                               | Hikari Yagami                           |                              | [ 32 ]               |
| 2016    | Space Patrol Luluco                                                  | Luluco                                  |                              | [ 12 ] [ 33 ]        |
| 2016    | Seisen Cerberus                                                      | Saraato                                 |                              | [ 12 ]               |
| 2016    | Hundred                                                              | Claire Harvey                           |                              | [ 12 ]               |
| 2016    | Kuromukuro                                                           | Yukina Shirakane                        |                              | [ 12 ] [ 34 ]        |
| 2016    | And you thought there is never a girl online?                        | Kyō Goshōin                             |                              | [ 12 ] [ 35 ]        |
| 2016    | Tonkatsu DJ Agetarō                                                  | Sonoko Hattori                          |                              | [ 12 ] [ 36 ]        |
| 2016    | Taboo Tattoo                                                         | Aisha アイーシャ                        |                              | [ 12 ]               |
| 2016    | This Art Club Has a Problem!                                         | Yuka Koeda 小枝木由佳                   |                              | [ 12 ]               |
| 2016    | Alderamin on the Sky                                                 | Ikta Solork (child)                     |                              | [ 12 ]               |
| 2016    | Monster Hunter Stories: Ride On                                      | Navirou                                 |                              | [ 12 ] [ 37 ]        |
| 2016    | Mobile Suit Gundam: Iron-Blooded Orphans Season 2                    | Julieta Juris                           |                              | [ 12 ]               |
| 2016    | Flip Flappers                                                        | Papika                                  |                              | [ 12 ] [ 38 ]        |
| 2016    | Keijo                                                                | Sayaka Miyata                           |                              | [ 12 ] [ 39 ]        |
| 2016    | Classicaloid                                                         | Baranowska                              |                              | [ 12 ]               |
| 2017    | Blue Exorcist: Kyoto Saga                                            | Mamushi Hojo                            |                              | [ 12 ]               |
| 2017    | One Room                                                             | Yui Hanasaka 花坂結衣                   |                              | [ 12 ]               |
| 2017    | Tsugumomo                                                            | Kanayama drill 金山たぐり               |                              | [ 12 ]               |
| 2017    | Hinako Note                                                          | Hinako Sakuragi                         |                              | [ 12 ]               |
| 2017    | Twin Angel Break                                                     | Meguru Amatsuki/Angel Rose              |                              | [ 12 ]               |
| 2017    | Kado: The Right Answer                                               | Saraka Tsukai                           |                              | [ 12 ] [ 40 ]        |
| 2017    | Aho Girl                                                             | Akane Eimura                            |                              | [ 12 ] [ 41 ]        |
| 2017    | Nana Maru San Batsu                                                  | Yuki Kōzuki                             |                              | [ 12 ]               |
| 2017    | Action Heroine Cheer Fruits                                          | Misaki Shirogane                        |                              | [ 12 ]               |
| 2017    | Classroom of the Elite                                               | Airi Sakura                             |                              | [ 12 ] [ 42 ]        |
| 2018    | Katana Maidens                                                       | Suzuka Konohana                         |                              | [ 43 ]               |

#### Lồng tiếng phim truyện
| Năm  | Seri                                                                | Vai trò             | Lưu ý         | Nguồn         |
| ---- | ------------------------------------------------------------------- | ------------------- | ------------- | ------------- |
| 2014 | Phim Yūto-kun ga iku                                                | ja:ゆうとくんがいく | Lulu          | [ 12 ]        |
| 2015 | Arpeggio of Blue Steel -Ars Nova- DC                                | Hiei                |               | [ 12 ] [ 44 ] |
| 2016 | Gantz: O                                                            | Anzu Yamasaki       | 3d anime film | [ 12 ] [ 45 ] |
| 2016 | Pop in Q                                                            | Adona               |               | [ 12 ]        |
| 2017 | Trinity Seven the Movie: The Eternal Library and the Alchemist Girl | Anastasia-L         |               | [ 12 ]        |

#### Video game
| Năm  | Seri                                                             | Vai trò                  | Hệ máy                    | Nguồn         |
| ---- | ---------------------------------------------------------------- | ------------------------ | ------------------------- | ------------- |
| 2011 | Super Sentai games                                               | Luka Millfy/Gokai Yellow |                           |               |
| 2014 | Bullet Girls                                                     | Aya Hinomoto             |                           | [ 12 ]        |
| 2014 | Caladrius BLAZE                                                  | Noah & Nina Twinning     | PS3                       | [ 12 ]        |
| 2015 | Possession Magenta ja:POSSESSION MAGENTA                         | Mimi Masuki 文月美玲     | Other                     | [ 12 ]        |
| 2015 | Aegis of Earth: Protonovus Assault                               | Towa                     | PS3, other                | [ 12 ]        |
| 2015 | Mighty No. 9                                                     | Call                     |                           | [ 46 ]        |
| 2015 | Nights of Azure                                                  | Arnice                   | PS3, other                | [ 12 ]        |
| 2015 | Omega Labyrinth                                                  | Saeri Soja               | PS Vita                   | [ 12 ]        |
| 2015 | Superdimension Neptune vs Sega Hard Girls                        | Dreamcast                | PS Vita                   | [ 12 ] [ 47 ] |
| 2015 | Majo Koi Nikki Dragon x Caravan ja:魔女こいにっき Dragon×Caravan | Sanada Ryuraku 真田甘楽  | Other                     | [ 12 ]        |
| 2016 | Bullet Girls 2                                                   | Aya Hinomoto             | PS Vita                   | [ 12 ]        |
| 2016 | Genkai Tokki: Seven Pirates                                      | Claret                   | PS Vita                   | [ 12 ]        |
| 2016 | Monster Hunter Stories                                           | Navirou ナビルー         | DS                        | [ 12 ]        |
| 2016 | Recolove ja:レコラヴ                                             | Oga Nishinaga 御前渚紗   | Blue Ocean and Gold Beach | [ 12 ]        |
| 2016 | Idol Death Game TV                                               | Ren Isahaya              | PS Vita                   | [ 12 ]        |

#### CD Drama
| Seri                     | Vai trò           | Lưu ý | Nguồn  |
| ------------------------ | ----------------- | ----- | ------ |
| Hundred                  | Claire Harvey     |       | [ 48 ] |
| Ore Twintail ni Narimasu | Mikoto Sakuragawa |       | [ 19 ] |

#### Lồng tiếng khác
| Tiêu đề                        | Vai trò        | Lồng tiếng cho      | Notes | Source |
| ------------------------------ | -------------- | ------------------- | ----- | ------ |
| The Edge of Seventeen          | Krista         | Haley Lu Richardson |       | [ 49 ] |
| Jumanji: Welcome to the Jungle | Bethany Walker | Madison Iseman      |       | [ 50 ] |

### Video
- Ike Ike Go! Go! HOP Club (2010)
- A Distant Shore (2011, video idol)
- Apartment (2011, video idol)

### Sách
- A Distant Shore (2011, cuốn sách đồng hành cho video thần tượng cùng tên)
- Afternoon Tea (2011, cuốn sách đồng hànhApartment)

### Anime
- DD Fist of the North Star trong Lin (2013)